# Lijst van spelers van Odense BK
Deze lijst omvat voetballers die bij de Deense voetbalclub Odense BK spelen of gespeeld hebben. De namen van de spelers zijn alfabetisch gerangschikt.

## A
- Alexander Aas
- Mustafa Abdellaoue
- Johan Absalonsen
- Erik Bo Andersen
- Poul Andersen
- Søren Andersen
- Hans Andreasen
- Greger Andrijevski
- Hannes Anier
- Erhard Auerbach

## B
- Christian Bannis
- Per Bartram
- Poul Bassett
- Bechara
- Søren Berg
- Carl Bertelsen
- Morten Bisgaard
- Mikkel Blavnsfeldt
- Darko Bodul
- Christian Bolaños
- Keld Bordinggaard
- Jákup á Borg
- Martin Borre
- Jonas Borring
- Bouabid Bouden
- Jan Bramsen
- Lars Brøgger

## C
- Cacá
- Roy Carroll
- Brian Christensen
- Kim Christensen
- Kurt Christensen
- Michael Christensen
- Jesper Christiansen (1978)
- Jesper Christiansen (1980)
- Mogens Christiansen
- Kim Christofte
- Frank Clausen
- Emmanuel Clottey
- Denni Conteh

## D
- Kaspar Dalgas
- John Damsted
- Viljormur Davidsen
- Njogu Demba-Nyren
- Fernando Derveld
- Mikkel Desler
- Carsten Dethlefsen
- Mohammed Diarra
- Eric Djemba-Djemba
- Morten Donnerup
- Dusan Đurić
- Vladimir Dvalisjvili

## E
- Henrik Eigenbrod
- Lars Elstrup
- Christian Eriksen
- John Eriksen

## F
- Djiby Fall
- Oliver Feldballe
- Morten Fevang
- Lars Foged
- Thomas Frandsen

## G
- Armin Gigović
- Rúrik Gíslason
- Tobias Grahn
- Jacob Gregersen
- Mads Greve
- Jay-Roy Grot

## H
- Atle Håland
- Alexander Hansen
- Allan Hansen
- Bjarne Hansen
- Esben Hansen
- Henrik Hansen
- Jeppe Hansen
- Johan Hansen
- John Hansen
- Johnny Hansen
- Leon Hansen
- Michael Hansen
- Nicklas Hansen
- Ove Hansen
- Poul Hansen
- Jacob Harder
- Thomas Helveg
- Carsten Hemmingsen
- Michael Hemmingsen
- Bo Henriksen
- Jesper Hjorth
- Per Hjorth
- Daniel Høegh
- Lars Høgh
- Steffen Højer
- Svend Hugger
- Thomas Hurwitz
- Børge Hylle

## J
- Anders Jacobsen
- Lars Jacobsen
- Lars Jakobsen
- Czesław Jakołcewicz
- Jan Jensen
- Jann Jensen
- Kenneth Jensen
- Martin Jensen
- Rasmus Jensen
- Søren Jensen
- Viggo Jensen
- Erik Jespersen
- Kaj Johansen
- Rasmus Johansen
- Timmi Johansen
- Andreas Johansson
- Matt Jordan
- Emil Jørgensen
- Nicolai Jørgensen
- Simon Jørgensen
- Tomas Jørgensen
- Søren Juel

## K
- Bashkim Kadrii
- Christian Kier
- Mikkel Kirkeskov
- Frank Klausen
- Keld Knudsen
- Mikael Knudsen
- Preben Knudsen
- Svend Knudsen
- Mark Kongstedt
- Daniel Krog

## L
- Jesper Lange
- Emil Larsen
- Henrik Bo Larsen
- Kasper Larsen
- Oliver Larsen
- Jacob Laursen
- Ulrik Laursen
- Rajko Lekić
- Anders Lindegaard
- Thomas Lindrup
- David Löfqvist
- Abraham Løkin
- Martin Lund
- Søren Lund
- Matti Lund Nielsen

## M
- Henrik Madsen
- Jens Madsen
- Jørgen Madsen
- Thomas Madsen
- Carsten Margaard
- Chris Margaard
- Raphael Meade
- Jens Melvang
- Lars Melvang
- Bernard Mendy
- Mwape Miti
- Ulrik Moseby
- Christian Møllegaard
- Anders Møller Christensen
- Richard Møller-Nielsen

## N
- Cédric N'Koum
- Steen Nedergaard
- Allan Nielsen
- Brian Nielsen
- Casper Nielsen
- David Nielsen
- Erik Nielsen
- Flemming Nielsen
- Vilhelm Munk Nielsen
- Nenad Novakovic
- Thomas Nørmark
- Jens Erik Nøttrup
- Peter Nymann

## O
- Connor O'Brien
- Arkadiusz Onyszko
- Jan Tore Ophaug
- Emil Ousager

## P
- Moustapha Papa Diop
- Claus Pedersen
- Kenneth Pedersen
- Lars Pedersen
- Marcus Pedersen
- Per Pedersen
- Rune Pedersen
- Uffe Pedersen
- Ulrik Pedersen
- Dan Petersen
- Ernst Petersen
- Esben Petersen
- Frank Petersen
- Steen Petterson
- David Preece

## R
- Mads Raben
- Srđan Radonjić
- Casper Radza
- Jan Rasmussen
- Micky Rasmussen
- Tore Reginiussen
- Henrik Risom
- Lasse Rostholm
- Björn Runström
- Espen Ruud

## S
- Torben Sangild
- Bengt Sæternes
- Willy Scheepers
- Michael Schjønberg
- Jacob Schoop
- Pontus Segerström
- Dennis Siim
- Michael Silberbauer
- Brian Skaarup
- Morten Skoubo
- Lasse Skov
- Søren Skov
- Ari Skúlason
- Jan Sønksen
- Chris Sørensen
- Christian Sørensen
- Jørgen Sørensen
- Thomas Sørensen
- Thorbjørn Sørensen
- Martin Spelmann
- Per Steffensen
- Ronald Stelmer
- Finn Sterobo
- Tom Sterobo
- Nikolai Stokholm
- Magne Sturød

## T
- Alphonse Tchami
- Andrew Tembo
- Mogens Therkildsen
- Jess Thorup
- Mads Timm
- Henrik Toft
- Mads Toppel
- Anders Torpegaard
- Stig Tøfting
- Kalilou Traoré
- Jonas Troest

## U
- Peter Utaka
- Hans Peter Utoft

## V
- Krisztián Vadócz
- Niclas Vemmelund
- Ulrich Vinzents

## W
- Nicolai Wael
- Stefan Wessels
- Anders Winding

## Z
- Karim Zaza
- Kim Ziegler